# Stora Australbukten

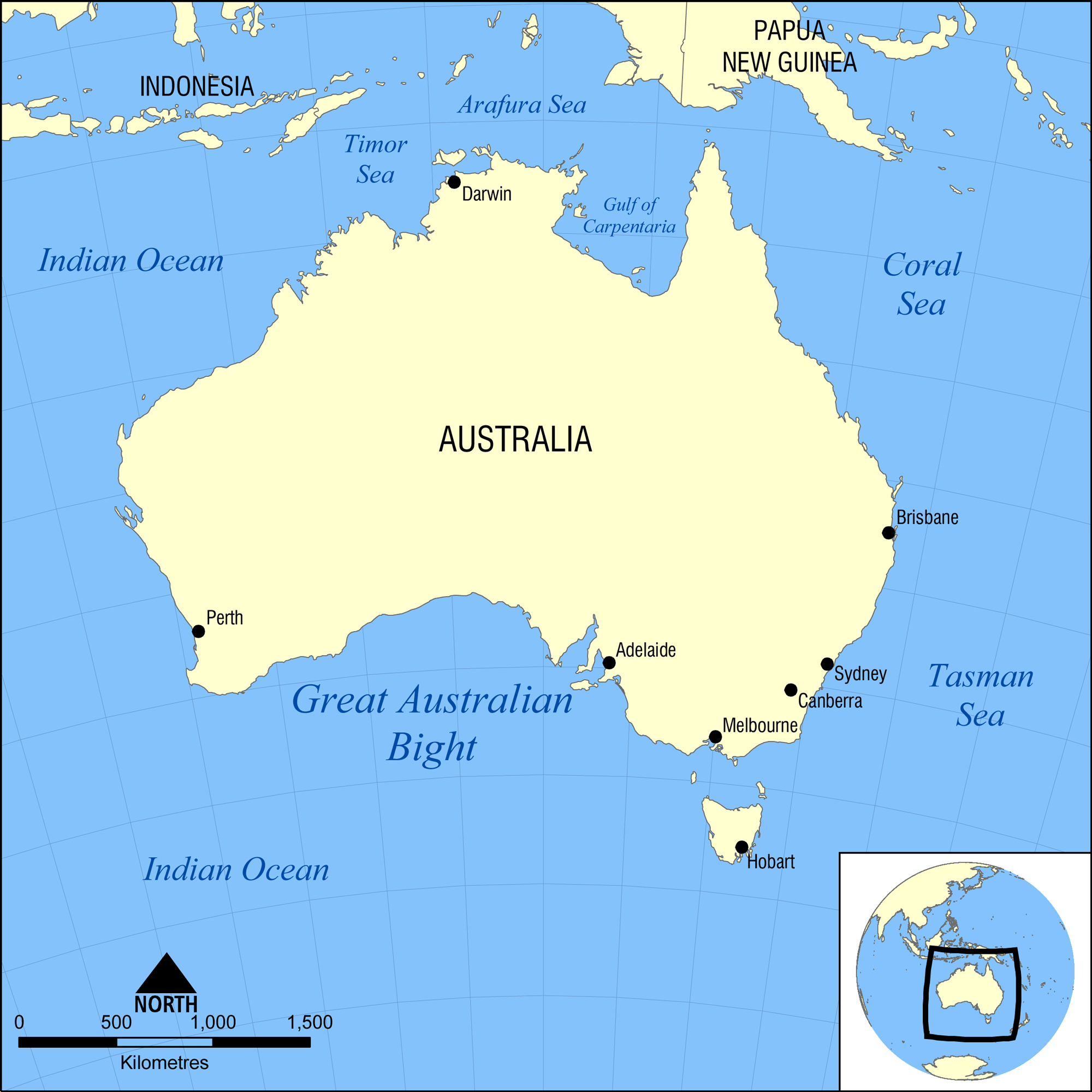
Karta på engelska över Stora Australbukten.

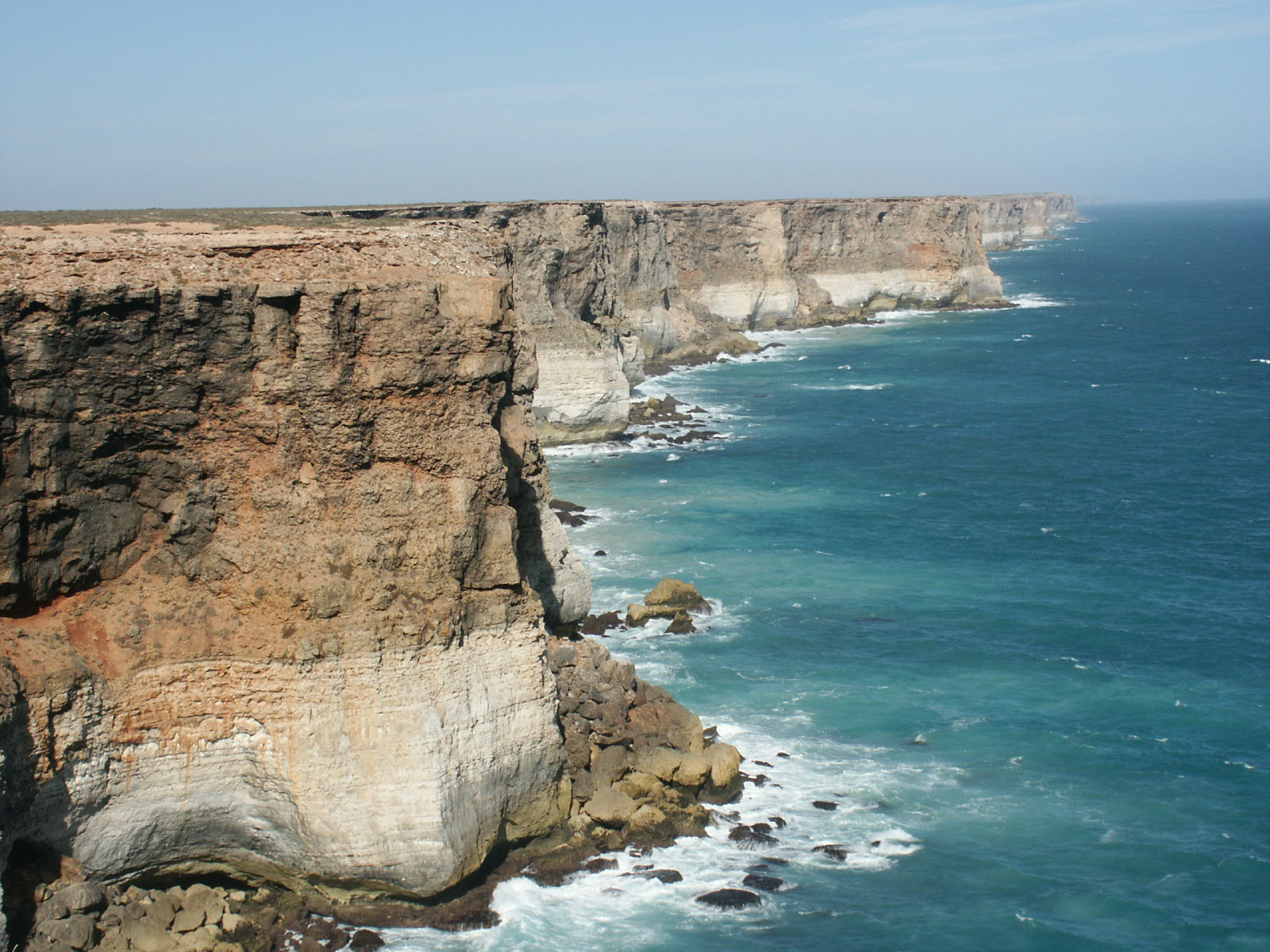
Great Australian Bight Marine Park.

Stora Australbukten (engelska: Great Australian Bight) är en stor bukt eller öppen havsvik i Indiska oceanen, som ligger utanför de centrala och västra delarna av det australiska fastlandets sydkust.

### Fotnoter
1. ↑  ”Stora Australbukten”. Nationalencyklopedin. http://www.ne.se/uppslagsverk/encyklopedi/l%C3%A5ng/stora-australbukten. Läst 10 mars 2016.